# Velika državna loža Njemačke
Velika državna loža slobodnih zidara Njemačke – Red slobodnih zidara (njem. Große Landesloge der Freimaurer von Deutschland – Freimaurerorden), skraćeno GLL FvD, jedna je od pet velikih loža koje čine Ujedinjene velike lože Njemačke, regularnu veliku ložu u Njemačkoj. Druga je najstarija priznata velika loža u Njemačkoj osnovana 1770. godine i jedna od dvoje utemeljitelja Ujedinjene velike lože Njemačke. Jedna je od tri staropruske velike lože.

## Povijest
Do nacističke zabrane iz 1933. godine imala je gotovo 20.000 članova u 178 loža. 

## Ustroj
Sjedište Velike državne lože Njemačke je u Berlinu.

### Lože
U kolovozu 2024. godine Velika državna loža Njemačke na razini plave lože uključuje 99 loža koje rade na Ivanovskim stupnjevima koji su podijeljene na 14 pokrajinskih loža prema saveznim pokrajinama koje administrativno povezuju masonske lože u svojoj pokrajini. Pokrajinske lože su:
- Pokrajinska loža Baden-Württemberga (Provinzialloge Baden Württemberg) povezuje pet loža u Baden-Württembergu;
- Pokrajinska loža Bavarske (Provinzialloge Bayern) povezuje pet loža u Bavarskoj;
- Pokrajinska loža Berlina (Provinzialloge Berlin) povezuje 13 loža u Berlinu;
- Pokrajinska loža Brandenburga (Provinzialloge Brandenburg) ima samo jednu ložu u Brandenburgu;
- Pokrajinska loža Bremena (Provinzialloge Bremen) povezuje dvije lože u Bremenu;
- Pokrajinska loža Hamburga (Provinzialloge Hamburg) povezuje 14 loža u Hamburgu;
- Pokrajinska loža Hessena (Provinzialloge Hessen) povezuje dvije lože u Hessenu;
- Pokrajinska loža Mecklenburg-Zapadnog Pomorja (Provinzialloge Mecklenburg Vorpommern) povezuje pet loža u Mecklenburg Zapadnom Pomorju;
- Pokrajinska loža Donje Saske (Provinzialloge Niedersachsen) povezuje 10 loža u Donjoj Saski;
- Pokrajinska loža Sjeverne Rajne-Vestfalije (Provinzialloge Nordrhein Westfalen) povezuje 14 loža u Sjevernoj Rajni-Vestfaliji;
- Pokrajinska loža Saske (Provinzialloge Sachsen) povezuje tri lože u Saskoj;
- Pokrajinska loža Saska-Anhalta (Provinzialloge Sachsen Anhalt) povezuje tri lože u Saska-Anhaltu;
- Pokrajinska loža Schleswig-Holsteina (Provinzialloge Schleswig Holstein) povezuje 16 loža u Schleswig-Holsteinu;
- Pokrajinska loža Tiringije (Provinzialloge Thüringen) povezuje šest loža u Tiringiji.

### Uprava
Velikom državnom ložom Njemačke upravlja veliki majstor (tj. državni veliki majstor, njem. Landesgroßmeister) koji se bira na trogodišnje razdoblje. Dosadašnji veliki majstori su:
| Popis velikih majstora |
| --- |
| 1. Martin Kröncke (1770. – 1773.) 2. princ Ludwig Georg Karl od Hessen-Darmstadt (1773. – 1774.) 3. Johann Wilhelm Kellner von Zinnendorf (1774.) 4. knez Ernst II. od Sachsen-Gotha-Altenburg (1775.) 5. barun Karl Alexander von der Goltz (1776.) 6. Jacob Mumssen (1777. – 1780.) 7. Johann Wilhelm Kellner von Zinnendorf (1780. – 1782.) 8. Frederick Salvemini de Castillon (1782. – 1789.) 9. Karl August von Beulwitz (1789. – 1799.) 10. Frederick Salvemini de Castillon (1799. – 1814.) 11. Joachim Friedrich Neander von Petersheiden (1814. – 1818.) 12. Johann Heinrich Otto von Schmidt (1818. – 1837.) 13. Johann Michael Palmié (1837. – 1838.) 14. grof Wilhelm Ludwig Viktor Henckel von Donnersmarck (1838. – 1841.) 15. Karl Friedrich von Selasinsky (1841. – 1842.) 16. grof Wilhelm Ludwig Viktor Henckel von Donnersmarck (1842. – 1843.) 17. Dietrich Wilhelm Heinrich Busch (1843. – 1858.) 18. Christoph Klemm (1858. – 1864.) 19. Cäsar von Dachröden (1864. – 1872.) 20. Gustav von Ziegler (1872. – 1882.) 21. Fedor Rudolph Alexander Neuland (1883. – 1891.) 22. Hermann Zoellner (1891. – 1900.) 23. Eugen von Kuycke (1900. – 1903.) 24. Karl Gartz (1903. – 1908.) 25. Stanislaus Graf Dohna (1908. – 1916.) 26. Eugen Müllendorff (1916. – 1931.) 27. Kurt von Heeringen (1931. – 1935.) 28. Paul Rosenthal (1945.) 29. Hans Oehmen (1946. – 1948.) 30. Paul Hoffmann (1948. – 1957.) 31. Willy Coßmann (1957. – 1963.) 32. Eugen Fritz (1963. – 1973.) 33. Georg C. Frommholz (1973. – 1981.) 34. Manfred Obermann (1981. – 1990.) 35. Hanns-Jürgen Funk (1990. – 1995.) 36. Wolfgang Demmer (1995. – 1998.) 37. Wolfgang Dahme (1998. – 2004.) 38. Bodo Raschke (2004. – 2007.) 39. Joachim Strassner (2007. – 2016) 40. Günter J. Stolz (2016. – 2018) 41. Uwe Matthes (2019. – 2020) 42. Horst Reimann (od 2021.) |

Redom slobodnih zidara upravlja meštar reda (Ordensmeister). Dosadašnji meštri su:
| Popis meštara Reda |
| --- |
| 1. Johann Wilhelm Kellner von Zinnendorf (1770. – 1782.) 2. Levin von Geusau (1782. – 1808.) 3. Frederick Salvemini de Castillon (1808. – 1814.) 4. Burchard Ludwig Werner Cramer (1814. – 1815.) 5. Gottfried Ernst Andreas Müller (1815.) 6. Joachim Friedrich Neander von Petersheiden (1815. – 1817.) 7. Christian Friedrich Becherer (1817. – 1821.) 8. Johann Michael Palmié (1821. – 1841.) 9. grof Wilhelm Ludwig Viktor Henckel von Donnersmarck (1841. – 1849.) 10. Karl Friedrich von Selasinsky (1849. – 1860.) 11. princ Fridrik Pruski (1860. – 1874.) 12. Caesar Carl Ludwig von Dachroeden (1874. – 1877.) 13. Gustav Adolf von Ziegler (1877. – 1882.) 14. Alexis Bravmann Schmidt (1882. – 1895.) 15. princ Friedrich Leopold Pruski (1895. – 1918.) 16. Wilhelm Augustin Balthasar-Wolfradt (1919. – 1934.) 17. Friedrich Bolle (1934. – 1946.) 18. Hans Oehmen (1946. – 1949.) 19. Fritz Pauk (1949. – 1968.) 20. Reinhold Mueller (1968. – 1972.) 21. Robinson Schellack (1972. – 1979.) 22. Hartwig Lohmann (1979. – 1997.) 23. Manfred Obermann (1998. – 2005.) 24. Joachim Klauss (2005. – 2016.) 25. Joachim Strassner (2016. – 2019.) 26. Uwe Matthes (od 2020.) |

### Međunarodna suradnja
Preko Ujedinjenih velikih loža Njemačke ova velika loža sudjeluje u radu Svjetske konferencije regularnih masonskih velikih loža.

### Obred
Velika državna loža slobodnih zidara Njemačke upravlja simboličkim stupnjevima plave lože (učenik, pomoćnik i majstor) i delegira upravljanje visokim stupnjevima na dodatna tijela i redove. Primarni obred Velike lože je Zinnendorfski obred, inačica Švedskog obreda, i to je izvorni obred svih loža.

## Poznati članovi
Neki od poznatih članova ove velike lože bili su:
- Vilim I. (1797. – 1888.), kralj Pruske i, nakon osnivanja Njemačkog Carstva 1871., prvi njemački car
- Johann Gottlieb Fichte (1762. – 1814.), filozof
- Caspar David Friedrich (1774. – 1840.), slikar i grafičar, najvažniji predstavnik romantizma u Njemačkoj
- Friedrich Gottlieb Klopstock (1724. – 1803.), pjesnik
- Adolph Freiherr Knigge [en], pisac i prosvjetiteljski mislilac, vođa Reda Iluminata
- grof Gebhard Leberecht von Blücher [en] (1742. – 1819), pruski feldmaršal
- Gotthold Ephraim Lessing (1729. – 1781.), književnik i kazališni kritičar
- Gerhard von Scharnhorst [en] (1755. – 1813.), pruski general i vojni reformator

## Vanjske poveznice
- Službena stranica
- GLL FvD na freimaurer-wiki.de